# Senador Modestino Gonçalves
Senador Modestino Gonçalves è un comune del Brasile nello Stato del Minas Gerais, parte della mesoregione di Jequitinhonha e della microregione di Diamantina.